# أولاد سعيد (حرارة)
أولاد سعيد هي إحدى مشيخات المملكة المغربية، تتبع جغرافيا لإقليم آسفي وإداريًا لحرارة. يقدر عدد سكانها بـ 27362 نسمة حسب الإحصاء الرسمي للسكان والسكنى لسنة 2004.